# Egelund Station
Egelund Station var en jernbanestation på Odderbanen, der lå mellem Beder og Malling i Danmark. 
Betjeningen af stationen ophørte, da banen blev lukket for ombygning til letbane 26. august 2016. I modsætning til de fleste andre stationer på banen kom Egelund ikke til at genåbne, da banen genåbnede som en del af Aarhus Letbane 25. august 2018.